# Turismul în Eritreea
Turismul în Eritrea a constituit 2% din economia Eritreei până în 1997. După 1998, veniturile din turism au scăzut la un sfert din nivelurile de până în 1997. În 2006 a reprezentat mai puțin de 1% din PIB-ul țării. Organizația Mondială a Turismului a calculat că în 2002, încasările din turismul internațional au fost de doar 73 de milioane de dolari. Guvernul a demarat un plan de douăzeci de ani pentru dezvoltarea industriei turistice a țării. Cu toate acestea, dezvoltarea turismului este îngreunată de secetă, totalitarism politic și război.
Eritrea pare să sugereze că are un potențial pe termen lung pentru dezvoltarea turismului. Cu toate acestea, din cauza situației politice, industria turistică se luptă pentru a obține stabilitatea. În 2003, au fost 80.029 vizitatori, o scădere de 20% față de 2002. Au fost 4.139 camere de hotel cu 8.794 de paturi și un grad de ocupare de 52%. Pașapoarte și vize sunt necesare pentru a intra în țară. Dovada vaccinării împotriva febrei galbene poate fi, de asemenea, necesară dacă călătoriți dintr-o zonă infectată. În 2005, Departamentul de Stat al SUA a estimat costul șederii în capitala Asmara la 150 de dolari pe zi. În alte zone, costul a fost estimat la 81 de dolari pe zi.